# Cornelis Jacobus Langenhoven

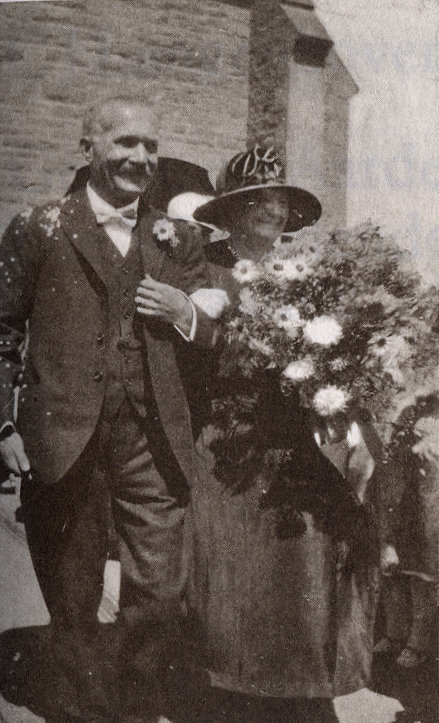
Cornelis Jacobus Langenhoven împreună cu soţia la ceremonia religioasă a căsătoriei fiicei lor

Cornelis Jacobus Langenhoven (n. 13 august 1873 - d. 15 iulie 1932) , cunoscut și ca Sagmoedige Neelsie sau Kerneels, a fost un scriitor sud-african de limbă afrikaans.
Opera sa are un caracter didactic și este pătrunsă de umor popular.
A scris romane fantastice, povestiri satirice, eseuri, melodrame și farse.

## Scrieri
- 1923: Loeloeraai
- 1924: Spiritele pământului ("Geeste op aarde")
- 1926: Urme obscure ("Donker spore")
- 1930: Scheletui rătăcitor ("Die wandelende geraamte en ander verskynings").